# Edwin Hartland
Edwin Sidney Hartland (ur. 1848, zm. 1927) – brytyjski antropolog społeczny.

## Życiorys
Pracował jako radca prawny w Swansea i Gloucester, 1899-1901 był prezesem Stowarzyszenia Folkloru w Gloucester. W 1922 został profesorem Uniwersytetu Oksfordzkiego. Badał wierzenia religijne, mity i folklor tzw. ludów prymitywnych, a także ludów starożytnych. Był zwolennikiem ewolucjonizmu w antropologii. Napisał prace The Legend of Perseus (wydaną w trzech tomach w latach 1894-1896) i Primitive Paternity (1909).